# سكوت أغنيو
سكوت أغنيو (بالإنجليزية: Scott Agnew)‏ هو لاعب كرة قدم بريطاني في مركز نصف الجناح، ولد في 11 يوليو 1987 في Prestwick ‏ في المملكة المتحدة. لعب مع نادي آير يونايتد ونادي ألوا أثليتيك ونادي دمبرتون ونادي سانت ميرين وهاميلتون أكاديميكال.

## وصلات خارجية
- سكوت أغنيو على موقع قاعدة بيانات كرة القدم.إي يو (الإنجليزية)
- سكوت أغنيو على موقع Soccerbase.com (لاعب) (الإنجليزية)